# Federazione di baseball e softball del Mali
La Federazione maliana di baseball e softball (fra. Fédération Malienne de Base-Ball et de Softball) è un'organizzazione fondata per governare la pratica del baseball e del softball in Mali.
Organizza il campionato maschile e di softball femminile, e pone sotto la propria egida la nazionale maschile e di softball femminile.